# Dimos Santorini
Dimos Santorini (Santorini, Σαντορίνη, Thira) är en kommun i Grekland.   Den ligger i prefekturen Kykladerna och regionen Sydegeiska öarna, i den sydöstra delen av landet, 230 km sydost om huvudstaden Aten. Antalet invånare är 13 725.